# Nationaal park Pyrénées
Nationaal park Pyreneeën (Frans: Parc national des Pyrénées) is een nationaal park in de Franse departementen Hautes-Pyrénées en Pyrénées-Atlantiques.
Het nationaal park, dat sinds 1967 bestaat, is gelegen aan de Frans-Spaanse grens. Het Franse park sluit aan op het Spaanse Nationaal park Ordesa y Monte Perdido; beide gebieden staan op de Unesco-Werelderfgoedlijst. De Brèche de Roland is een natuurlijke opening in de hoofdkam van de Pyreneeën die op de grens van beide parken ligt en vormt een wandel doorgang tussen de beide parken.
Het nationaal park Pyrénées is het natuurlijk leefgebied van veel wilde dieren, er zijn zeventig verschillende soorten zoogdieren geteld. Landschap en de biodiversiteit van flora en fauna in stand houden is een belangrijke doelstelling van het park.
Er zijn in het gebied veel mogelijkheden voor buitenactiviteiten zoals wandelen, skiën, bergbeklimmen en natuurbeleving.

## Afbeeldingen

Cirque de Gavarnie
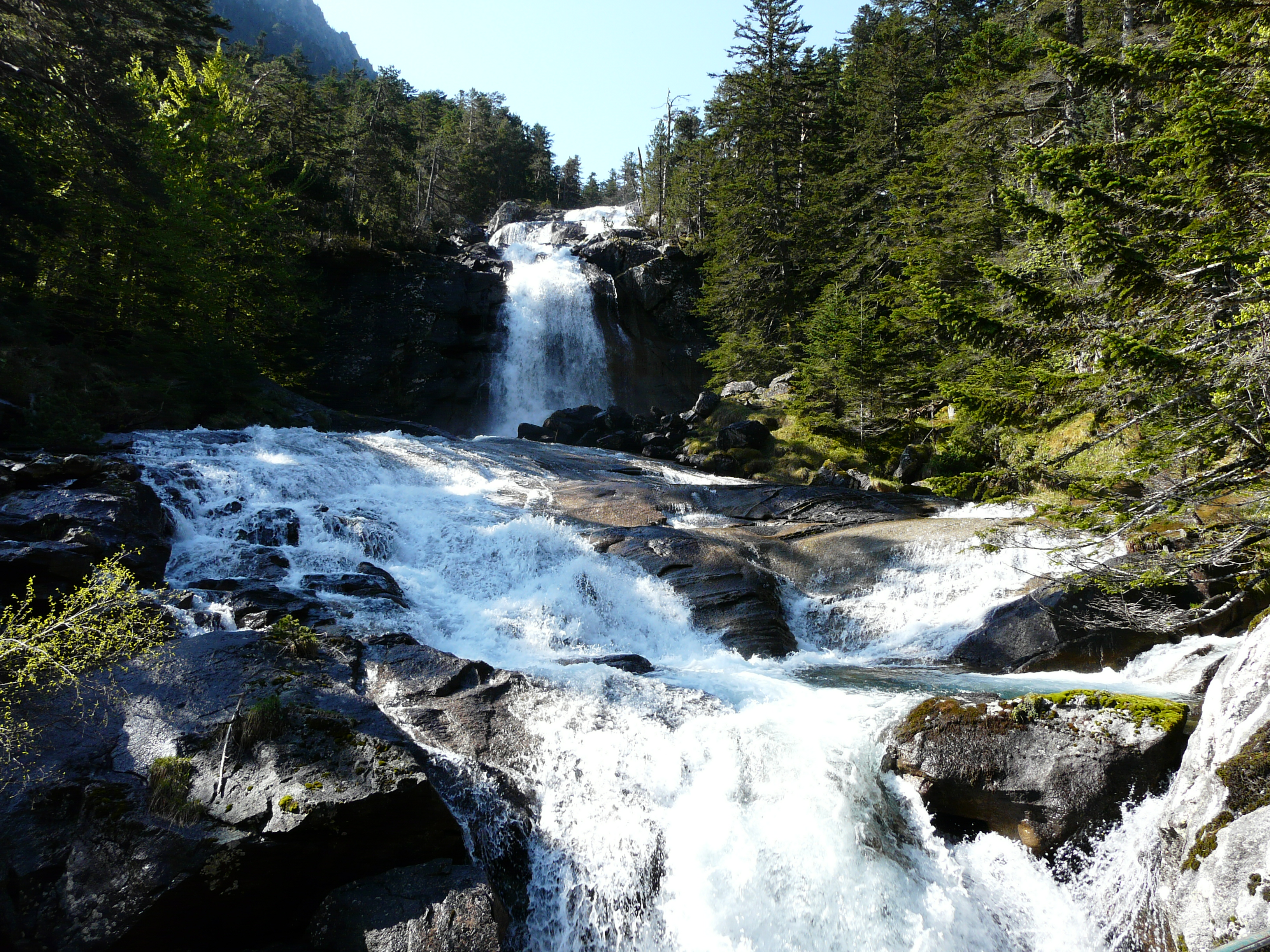
watervallen van Pont d'Espagne
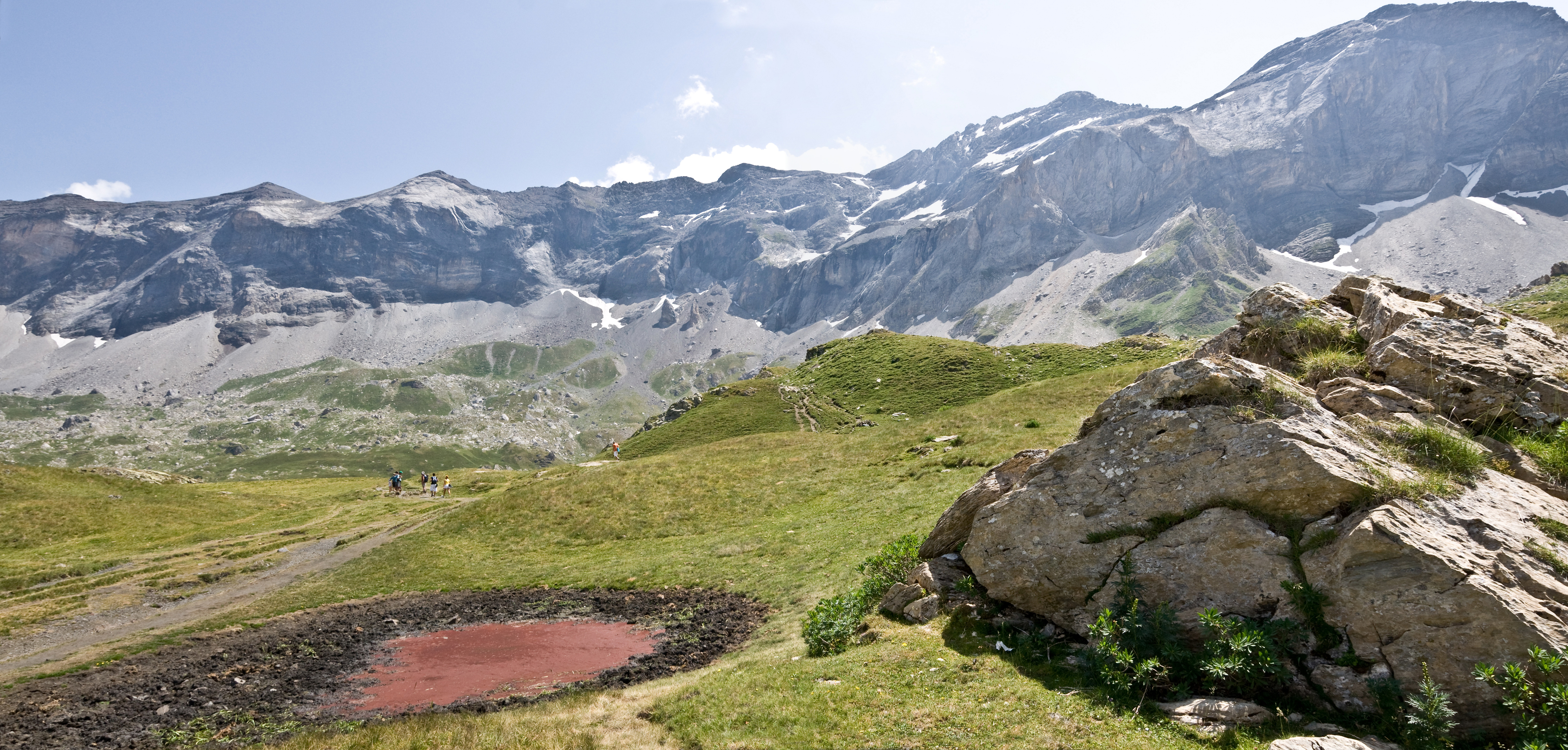
Cirque de Troumouse
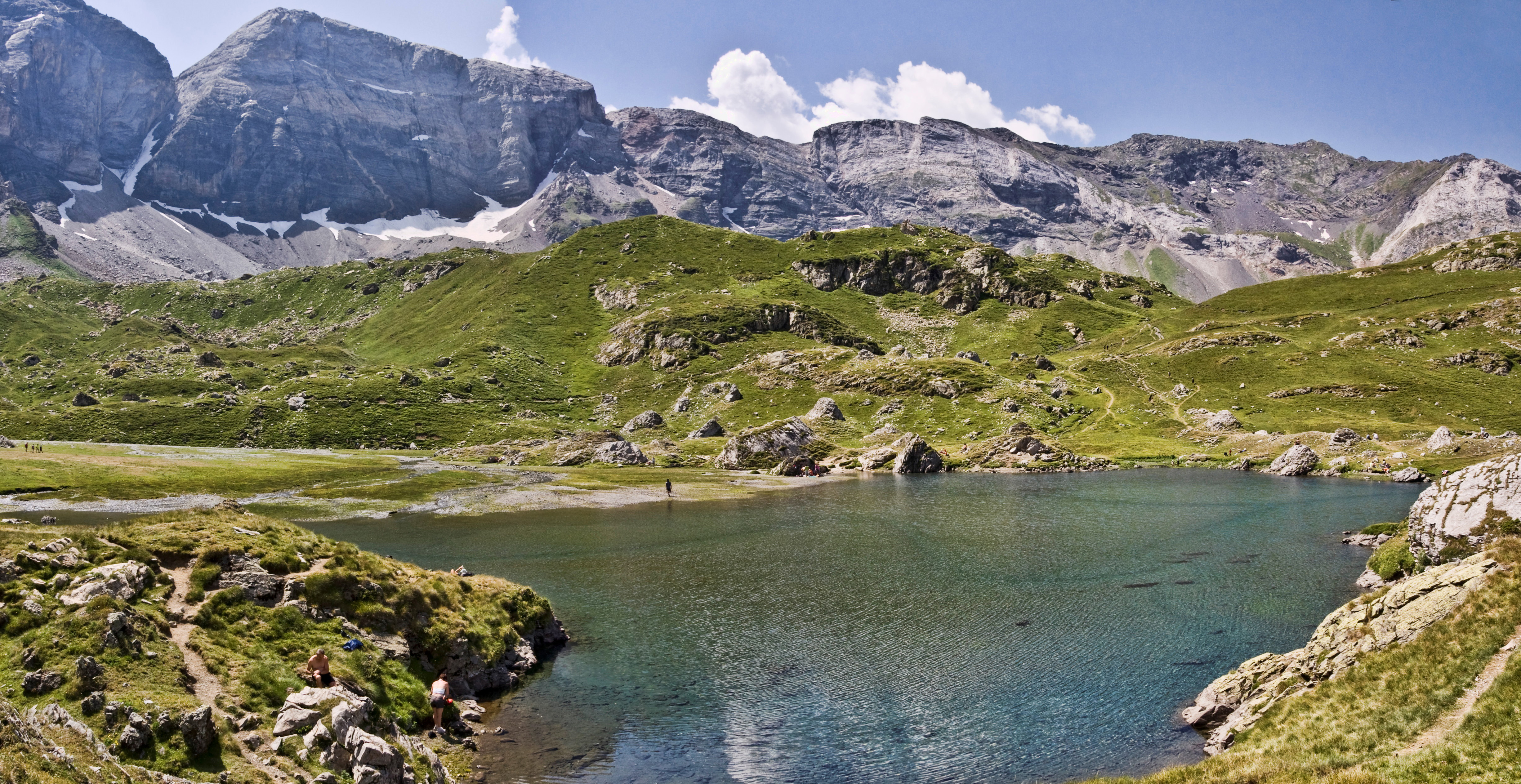
Lac des Aires
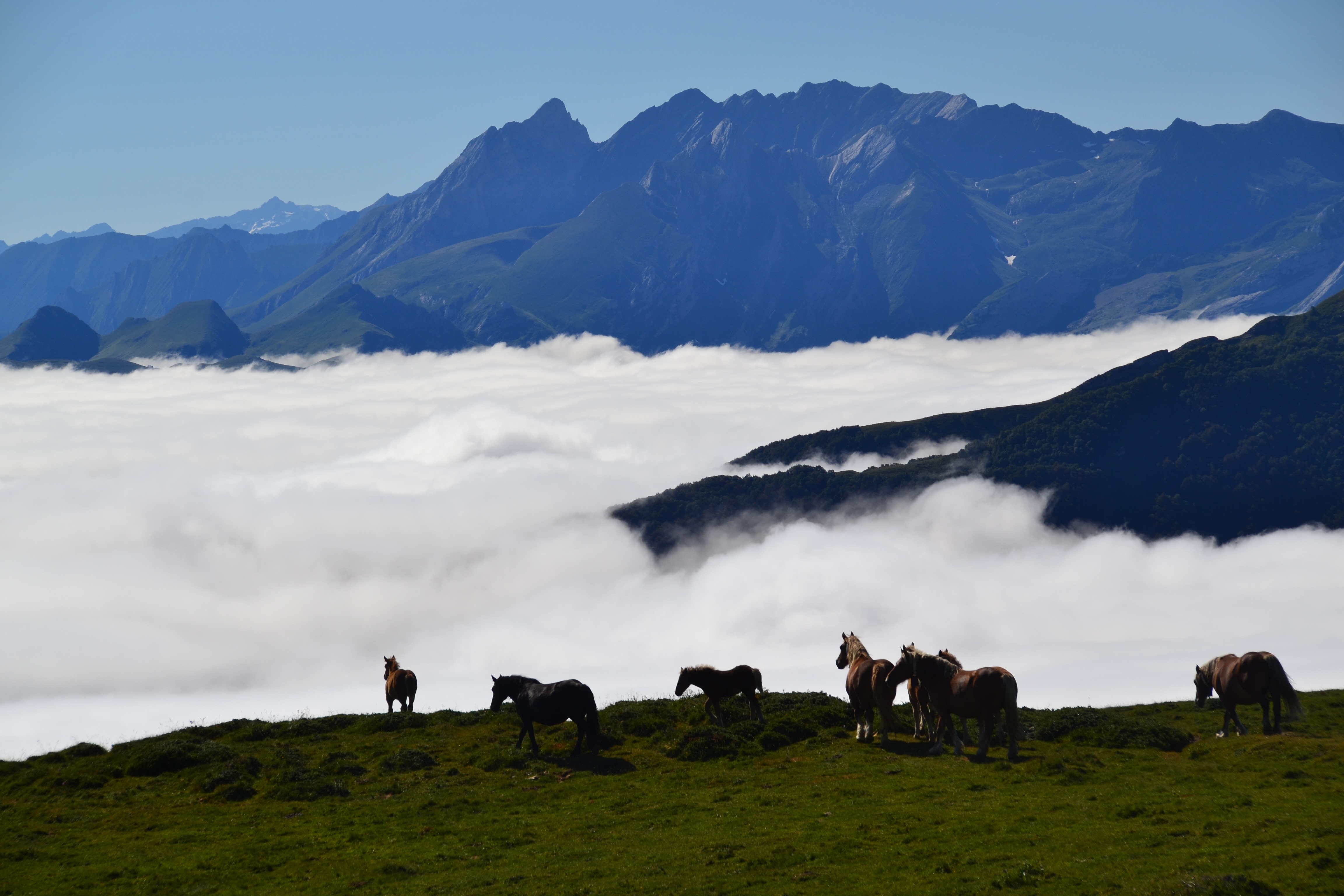
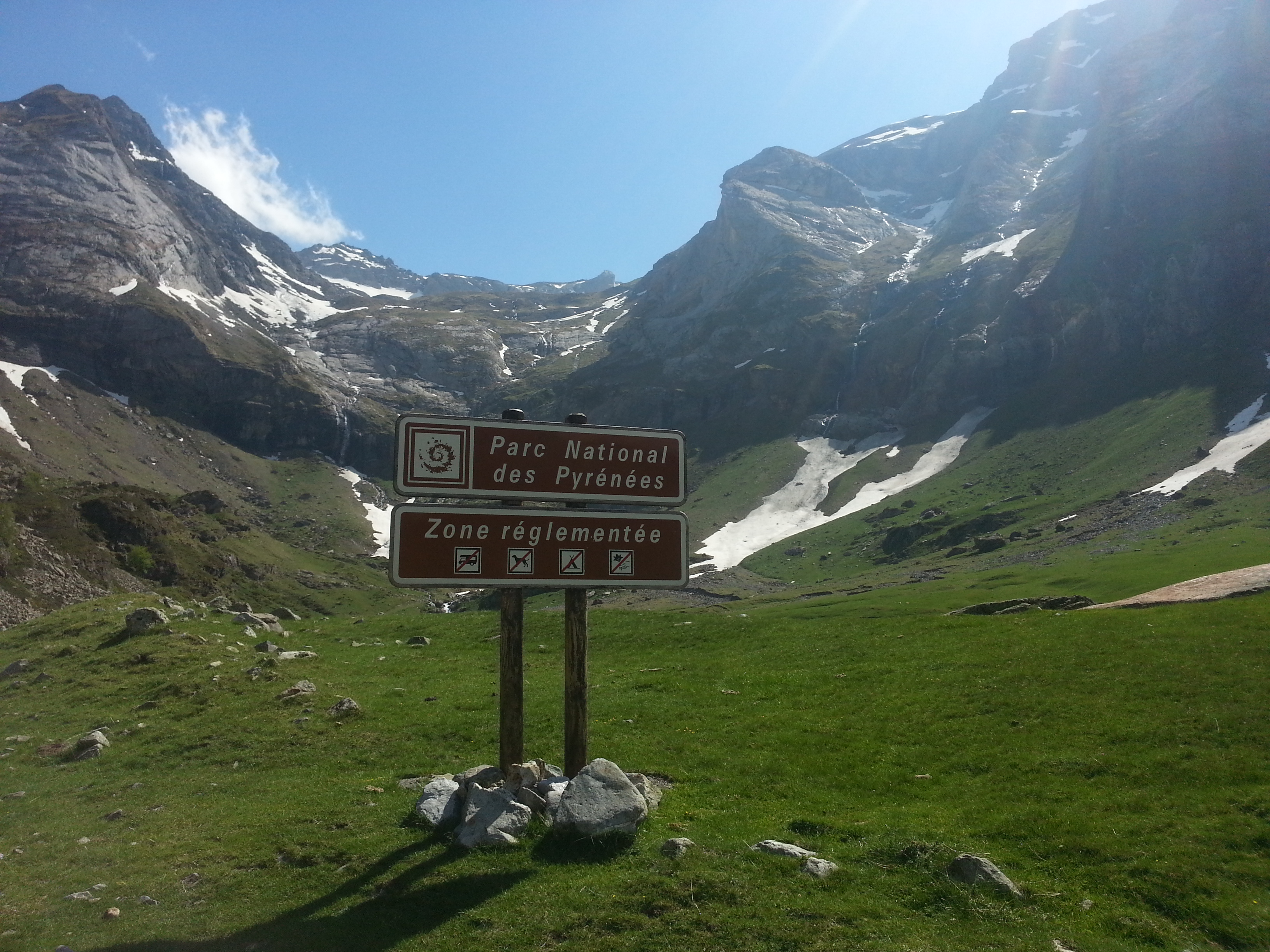